# Vom Ritchie

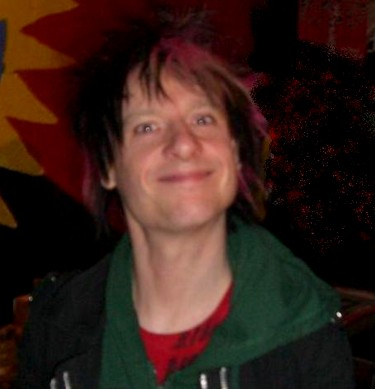
Vom Ritchie (2009)

Vom Ritchie, eigentlich Stephen George Ritchie (* 6. August 1964 in Billericay, England), ist ein britisch-deutscher Musiker. Seit 1998 ist er Schlagzeuger bei Die Toten Hosen. Ritchie trommelt zudem bei den Spittin’ Vicars, mit denen er 2003 und 2006 unterwegs war, und bei The Boys auf ihren seltenen Konzerten. Er ist Mitglied der Formationen Corner Boys, Wet Dog und Cryssis, und er unterstützt T. V. Smith auf seinen Alben und gelegentlich auf der Bühne.

## Musikalischer Werdegang

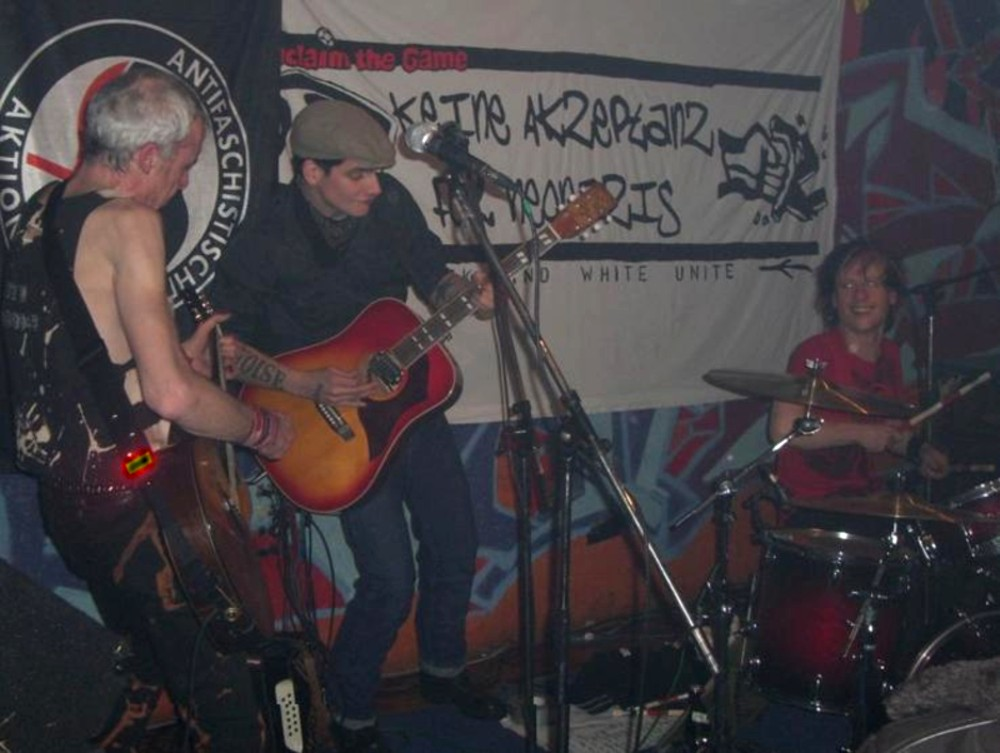
T. V. Smith, Pascal Briggs (Spittin’ Vicars) und Vom Ritchie im Esperanza in Schwäbisch Gmünd am 10. Januar 2009

Vom Ritchie, damals in Stanford-le-Hope (Essex) lebend, begann sich erstmals 1976 für Punk zu interessieren, als er ein Interview von Janet Street-Porter mit den Sex Pistols sah. Mit einer Coverband, die überwiegend Lieder von The Rolling Stones und The Beatles spielte, ging er im Alter von 13 Jahren, während der Schulferien, zum ersten Mal auf Tour. 1980 trat er der Modband „Jackel“ bei. Nebenbei war er auch Schlagzeuger in den Punk-Bands „Miracle Babies“ und „Plus Support“.
Nach dem College und einem Diplom in Wirtschaftswissenschaften arbeitete er zunächst bei einer Versicherung in London, wo er nach einem Jahr kündigte, um als Schlagzeuger bei Doctor & the Medics einzusteigen. Die erste Single, auf der Ritchie zu hören war, war eine Live-EP. Happy But Twisted und The Miracle of the Age waren die ersten professionellen Veröffentlichungen, bei denen er mitwirkte.

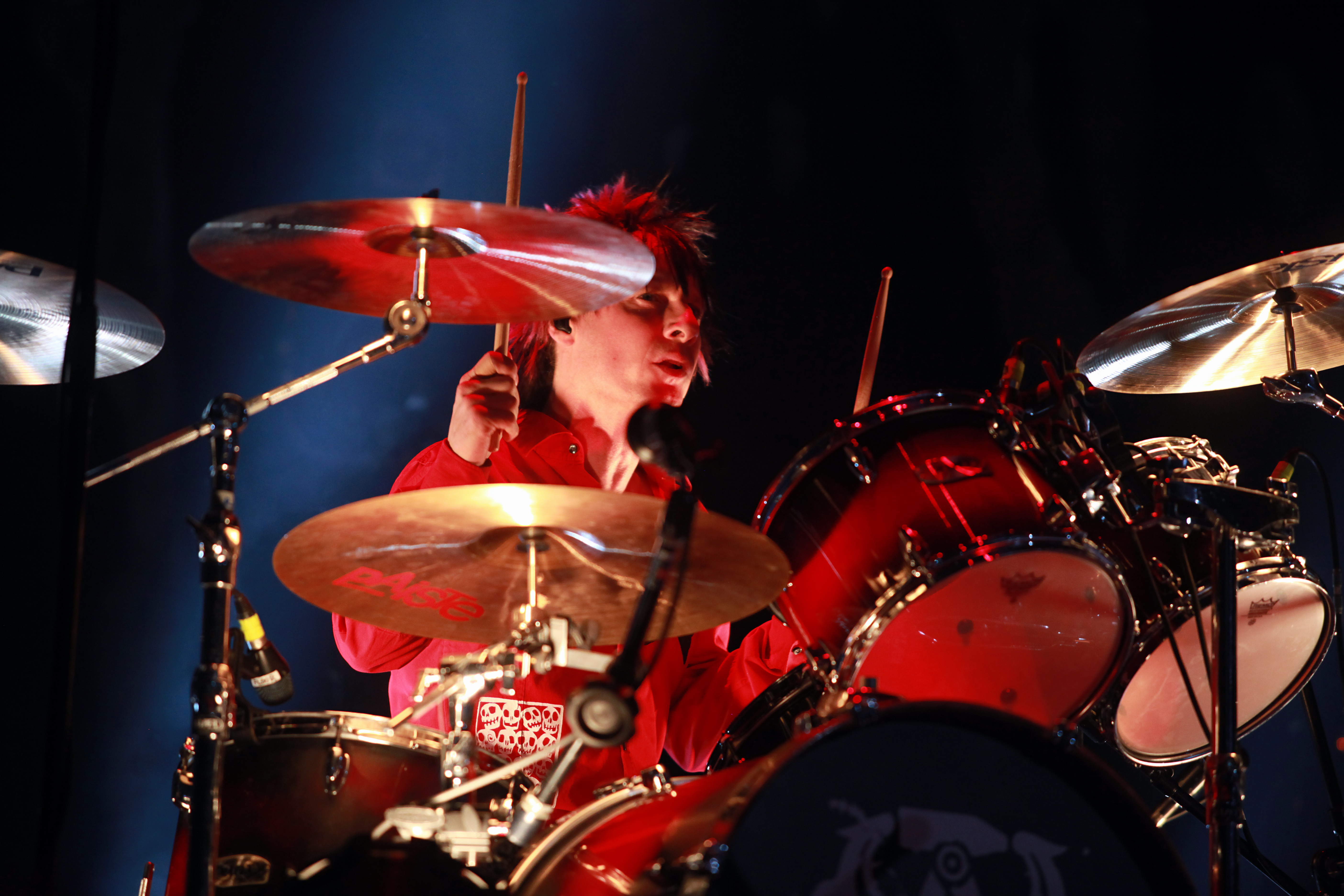
Vom Ritchie am 15. Dezember 2012 in der SAP Arena in Mannheim.

Doctor & The Medics landeten 1986 den Hit Spirit in the Sky, eine Coverversion des alten Hits von Norman Greenbaum. Das Lied landete auf Platz 1 der britischen Charts und die Band trat bei Top of the Pops auf. Auf dem Höhepunkt der Karriere verloren Doctor & the Medics ihre Fangemeinde unter den jungen Punks und mussten bei Studentenfeiern auftreten. Kurz darauf war die Band am Ende.
Ritchie hielt sich mit Schlagzeugjobs bei Undergroundbands wie „Junior Manson Slags“ und „The Brotherland“ oder 999 über Wasser. Mit der Band The Brotherland veröffentlichte er das Album Nightmares and Dreams.
1990 lernte er Stiv Bators kennen, der ihn an einem Projekt bekannter Punkgrößen teilnehmen ließ. Geplant war die Zusammenarbeit mit Dee Dee Ramone und Johnny Thunders, doch der alte Streit zwischen Ramone und Thunders verhinderte eine weitere Zusammenarbeit. Dee Dee verließ Paris, bevor die Aufnahmen losgehen konnten. Mit Neal X von Sigue Sigue Sputnik und Kris Dollimore von The Godfathers kamen neue Mitglieder in die Band, die aber auch bald wieder das Handtuch warfen. Schon beim ersten Auftritt unter dem Namen „The Living Dead Boys“ waren nur noch Bators und Ritchie übrig. Zusätzlich kamen Alan Lee von UK Subs und Bryn Merrick von The Damned in die Band. Eine Tour wurde angesetzt, doch Bators starb 1990 bei einem Verkehrsunfall. Vom geplanten Album gab es lediglich einen Rohmix, weshalb es nicht veröffentlicht werden konnte. Vom Ritchie geriet dadurch in eine finanzielle Notlage. Die entstandenen Aufnahmen wurden schließlich 1997 als posthumes Stiv-Bators-Album unter dem Titel The Last Race veröffentlicht.
Zum ersten Mal traf Vom Ritchie Die Toten Hosen am 19. Dezember 1991. Ritchie sprang in „letzter Minute“ als Schlagzeuger bei The Yobs ein, die als Vorgruppe im Weihnachtskonzert der Düsseldorfer Band spielten. Innerhalb weniger Minuten musste Ritchie das komplette Set der eigentlich unter dem Namen The Boys bekannten Band einstudieren. Dort begegnete er Campino, der den Soundcheck beobachtete.
Zusammen mit John Plain, dem Sänger der Band „The Boys“, spielte er anschließend bei „The Crybabys“. Zudem trat Vom Ritchie zusammen mit der 1994 entstandenen Frauenband B Bang Cider auf und lernte dort seine spätere Frau Mary kennen. Die Band veröffentlichte jedoch nur eine EP. Mit Plain und Ian Hunter spielte er unter dem Projektnamen „Ian Hunter’s Dirty Laundry“ ein Album ein und beteiligte sich auch an dem Honest John Plain & Friends-Album, wo er mit seinem späteren Bandkollegen Campino auch in drei Liedern zu hören war. Für drei Tourneen stieg er daraufhin bei den Armageddon Dildos ein. Auf dem Album Speed ist er auf zwei Liedern dieser Band zu hören.

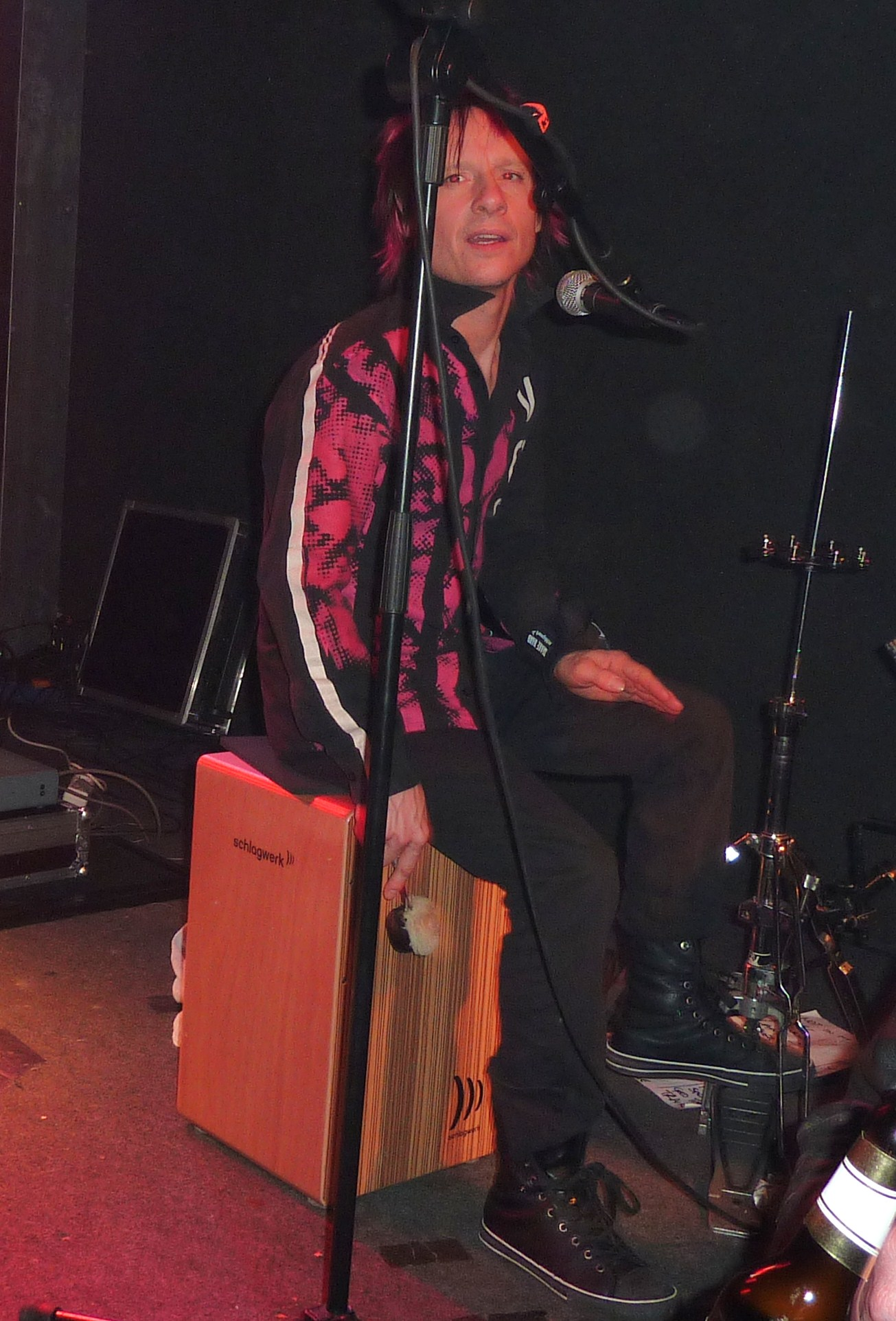
Vom Ritchie am Cajón (2011)

Ritchie arbeitete in den 1990ern als Roadie bei der Musikgruppe Die Toten Hosen und wurde bereits in den Credits der Alben Kauf MICH! (1993) und Opium fürs Volk (1996) erwähnt. Das erste gemeinsame Konzert mit der Band spielte Vom Ritchie am 1. September 1998. Anschließend nahm er an zwei Konzertreisen der Gruppe teil und sprang immer wieder für den amtierenden Schlagzeuger Wölli ein, der wegen gesundheitlicher Probleme mit der Wirbelsäule nur noch eingeschränkt mitarbeiten konnte. Seit dem Album Unsterblich gilt Vom Ritchie als fester Schlagzeuger der Band, obwohl bei dieser Produktion noch beide Schlagzeuger beteiligt waren. 1999 übernahm Ritchie zusätzlich den Schlagzeugposten während einer Japan-Tour der britischen Band The Boys. Seitdem trommelt er regelmäßig bei sporadischen Live-Auftritten der Gruppe. Der Originaldrummer Jack Black kehrte nur noch für Gastauftritte zurück. Vom Ritchie spielte mehrere Albenproduktionen zusammen mit T. V. Smith ein und tourt seit 2003 mit den Spittin’ Vicars.
2007 gründete Ritchie seine eigene Plattenfirma Drumming Monkey Records. Erste Veröffentlichungen sind das Debütalbum Perfect Crime und die Single Heart der Band „Wet Dog“, die aus Vom Ritchie, Richard Searle (ex-The Doctor & The Medics) und Anna Donarski besteht. Zudem brachte das Label T. V. Smiths neues Album In the Arms of my Enemy heraus. 2007 spielte Ritchie Schlagzeug bei zwei Crass-Konzerten in London, bei welchen Steve Ignorant als einziges Originalmitglied der Band anwesend war und das Album The Feeding of the 5000 live aufführte. 2008 gab es eine Reunion der Band „B Bang Cider“, in der Mary Ritchie E-Gitarre spielt. Mit Vom Ritchie am Schlagzeug erschien im Dezember 2008 das Album Teenage Wasteland.
Unter dem Titel The Mattless Boys erschien im Oktober 2010 ein Album, das Honest John Plain, Duncan Reid, Casino Steel und Vom Ritchie gemeinsam aufgenommen haben. Zum Projekt Cryssis gehören Vom Ritchie, Sänger und Gitarrist Dick York aus Essex, Gitarrist Thomas Schneider von den Spittin’ Vicars und Trip Tom, Bassist der Band Kind im Magen? aus Sonthofen. Ihr gemeinsames Album Simple Men erschien im Herbst 2011. Bei den Aufnahmen zum Album Zeichen auf Sturm, der Band Nichts, das 2011 veröffentlicht wurde, spielte Vom Ritchie das Schlagzeug ein.
Vom Ritchie lebt mit seiner Frau Mary und dem gemeinsamen Sohn Jez in Düsseldorf. Jez trat zusammen mit der Sängerin Meg als Meg’n Jez unter anderem als Gäste bei der Tour Der Krach der Republik im Jahr 2013 von Die Toten Hosen auf. Im Januar 2021 erhielt Vom Ritchie die deutsche Staatsbürgerschaft.

## Diskografie
Vom Ritchie wirkte bei folgenden Veröffentlichungen als Schlagzeuger mit:

### Doctor & the Medics
- 1985: Happy but Twisted (EP)
- 1985: The Miracle of the Age (Single)
- 1986: Burn (Single)
- 1986: Spirit In The Sky (Single)
- 1986: Laughing at the Pieces

### The Brotherland
- 1994: Nightmares and Dreams

### Honest John Plain
- 1996: Honest John Plain & Friends

### Stiv Bators
- 1997: The Last Race

### Armageddon Dildos
- 1996: Unite (EP)
- 1997: Speed

### The Boys
- 2001: The Worst of the Yobs
- 2002: The Boys Live in Germany 2001
- 2002: Svengerland (Single)
- 2010: The Mattless Boys

### Die Toten Hosen
nur Alben, für weitere Zusammenarbeit siehe Die Toten Hosen/Diskografie ab 1998
- 1998: Wir warten auf’s Christkind
- 1999: Crash-Landing
- 1999: Unsterblich
- 2002: Reich & sexy II
- 2002: Auswärtsspiel
- 2004: Zurück zum Glück
- 2005: Nur zu Besuch
- 2008: In aller Stille
- 2009: Machmalauter Live
- 2012: Ballast der Republik
- 2013: Der Krach der Republik
- 2015: Entartete Musik – Willkommen in Deutschland
- 2017: Laune der Natur
- 2019: Alles ohne Strom
- 2022: Alles aus Liebe: 40 Jahre Die Toten Hosen

### T. V. Smith
- 2001: Useless
- 2003: Not a Bad Day
- 2006: Misinformation Overload
- 2008: In the Arms of my Enemy
- 2011: Coming in to Land
- 2014: I Delete

### Spittin’ Vicars
- 2004: Oddball (Single)
- 2004: The Gospel According To

### Corner Boys
- 2007: Molotov Cocktail (Single)

### Wet Dog
- 2007: Heart (Single)
- 2007: Perfect Crime

### B-Bang Cider
- 2008: Teenage Wasteland

### Cryssis
- 2011: Simple Men
- 2013: Kursaal Nights
- 2017: 1976

### Nichts
- 2011: Zeichen auf Sturm

### Meg’n Jez
- 2014: Follow it Down